# Hipertensiune intracraniană
Hipertensiunea intracraniană  ( HIC ) este creșterea presiunii intracraniene  datorită dereglării mecanismelor de echilibru presional intracranian. 
Simptomatologia și modificările paraclinice sunt determinate de creșterea presiunii intracraniene ( PIC ) și sunt corelate cu afecțiunea cauzală. 
Presiunea intracraniană are valori  normale medii între 2 mm și 12 mm Hg, cu maxime  până la 15 – 20  mm Hg , corespunzând valorilor de  80-150 mm H2O .
Presiunea intracraniană este normală  prin menținerea constantă a volumelor intracraniene:parenchimul cerebral,  lichidul cefalo-rahidian și conținutul sanguin.
Relația între craniu și conținutul cerebral a fost postulată constantă  de Monro (1783) și Kellie (1824) : 
- volumul endocranian este constant și conținutul său este incompresibil  :
- Volumul parenchim cerebral  + Volumul sanguin cerebral + Volumul LCR  =  Constant

Mecanismul patogenic al HIC este creșterea volumului unei componente normale intracraniene fără scăderea corespunzătoare a volumului celorlalte două componente și / sau apariția unui volum suplimentar endocranian. 
Creșterea  volumului parenchimului cerebral apare prin:
- leziuni înlocuitoare de spațiu intraparenchimatoase :  hematom intracerebral, tumoră cerebrală, abces
- creșterea volumului parenchimului prin edem cerebral, difuz sau localizat
- vasodilatație marcată („creier congestiv“)
- leziuni mixte traumatice : dilacerare cerebrală.

Compresiunea  parenchimului cerebral poate fi produsă de :
- un proces înlocuitor de spațiu extraparenchimatos :  hematom subdural, extradural etc ; tumora extracerebrală : meningiom, neurinom etc. ,
- sau în hidrocefalia internă obstructivă de diverse etiologii .

Edemul cerebral este o reacție nespecifică cerebrală fața de mulți factori care perturbă bariera hematoencefalică cu creșterea conținutului hidroelectrolitic din parenchimul cerebral. Poate fi :
- edem cerebral citotoxic
- edem cerebral vasogen
- edem cerebral extracelular hidrostatic
- edem cerebral extracelular hidrocefalic
- edem cerebral mixt

Hipertensiunea intracraniană este împărțită clasic în două grupe principale:
- hipertensiune intracraniană apărută în procesele expansive intracraniene  și
- hipertensiunea intracraniană pseudotumorală apărută în alte boli decît  procesele expansive intracraniene, cunoscută și sub numele de pseudotumor cerebri.

Clasificarea HIC în raport de etiologie și de mecanismul patogen prin care se produce dereglarea relației volum-presiune intracraniană este : 
- HIC parenchimatoasă apare în procesele expansive intracraniene ( tumori cerebrale, hematoame intracraniene, abcese cerebrale etc.), în edemul cerebral traumatic, în ischemia cerebrală cu edem cerebral hipoxic, în intoxicații generale cu neurotoxine etc.
- HIC vasculară apare când  creșterea PIC este secundară tulburărilor circulației sanguine, cerebrale sau extracerebrale. Mărirea volumului parenchimului cerebral în HIC vasculară este produsă prin edem cerebral sau prin creșterea volumului sanguin cerebral ( „creier congestiv”).  Edemul cerebral și / sau parenchimul cerebral congestiv  vor duce la creșterea presiunii intracraniene. Creșterea volumului sanguin cerebral apare în cazul unui aport sanguin arterial crescut intracranian sau în scăderea ori blocarea drenajului venos.
- HIC prin tulburările dinamicii LCR-ului . Tulburările de dinamică ale LCR-ului pot fi: tulburări ale circulației LCR-ului de la formare pînă la rezorbție și tulburări ale trecerii LCR-ului în sistemul de drenaj venos (rezorbție).
- HIC idiopatică, numită și pseudotumor cerebri sau  HIC esențială Etiologia nu a putut fi clar stabilită. Apare în boli endocrine,  tulburări metabolice sau diverse boli hematologice etc. Ipoteza patogenică actuală se bazează pe tulburarea dinamicii circuitelor fluidice intracraniene cu menținerea autoreglării circulației cerebrale .

După  această clasificare bazată pe  etiologie și patogenie  se pot prezenta amănunțit mai multe tipuri : 
- Hipertensiunea intracraniană de cauză tumorală : 1.glioamele cerebrale cu grad redus de malignitate : sindromul neurologic focal domină.

2. glioamele cerebrale de grad ridicat de malignitate : sindromul de HIC apare prin compresiunea structurilor vecine  sau a căilor de circulație ale LCR-ului și PIC crește prin dezvoltarea tumorală. 3.metastazele cerebrale sunt însoțite de edem cerebral important și HIC este frecventă.
4.tumorile benigne intracraniene se dezvoltă lent , HIC e tardiv prin blocajul circulației LCR-ului .
- Hipertensiunea intracraniană din traumatismele cranio-cerebrale

Imediat după traumatism se produce leziunea traumatică primară . 
Leziunile cerebrale traumatice secundare sunt consecința proceselor fiziopatologice inițiate în momentul traumatismului sau produse de  leziunea traumatică primară . 
Creșterea PIC apare datorită : 
- unui  volum suplimentar adăugat prin : 
  - hematom intraparenchimatos traumatic ;
  - hematom extraparenchimatos  - subdural, extradural
- creșterea volumului parenchimului cerebral prin   -  edem cerebral ,
- creșterea volumului LCR-ului(hidrocefalie acută posttraumatică )  prin :
  - blocarea circulației LCR prin : -  sînge intraventricular,
  - blocarea rezorbției LCR  în hemoragia subarahnoidiană traumatică.
- Hipertensiunea intracraniană în hidrocefalia internă obstructivă este determinată de tulburările circulației LCR-ului .

Blocajul circulației LCR-ului se realizează prin:
- stenoză de apeduct Sylvius – malformativă, tumorală,
- procesele expansive intraventriculare de ventricul III , de ventricul IV blochează circulația LCR..
- Hipertensiunea intracraniană prin scăderea rezorbției LCR-ului    prin diverse cauze care afectează direct mecanismele de rezorbție  :   în meningita acută, în hemoragia subarahnoidiană din traumatisme, anevrisme etc, în carcinomatoză meningeală, etc.
- Hipertensiunea intracraniană în encefalopatia hipertensivă  este indusă de un puseu acut de HTA  cu  edemațiere cerebrală congestivă prin vasodilatație  etc.
- Hipertensiunea intracraniană în boala ischemică cerebro-vasculară      Leziunile cerebrale ischemice întinse se însoțesc de edem cerebral cu hernie cerebrală și de creșterea PIC. Infarctul ischemic cerebral extins cu  sdr de HIC este determinat de ocluzia sau stenoza unei artere magistrale cerebrale
- Hipertensiunea intracraniană în trombozele venoase cerebrale

Se reduce circulația venoasă de retur, cu stază venoasă și apoi apar simptome focale neurologice legate de progresia trombozei venoase și simptome determinate de creșterea PIC. 
- Hipertensiunea intracraniană idiopatică    este creșterea presiunii intracraniene în absența unui proces expansiv intracranian, a hidrocefaliei, a unei infecții intracraniene, a trombozei sinusurilor venoase durale sau a encefalopatiei hipertensive.

HIC idiopatică corespunde parțial vechii denumiri de pseudotumor cerebri .
Diagnosticul de HIC idiopatică poate fi pus numai după măsurarea PIC = crescută și după explorarea neuroimagistică completă = normală , cu  FO = edem papilar, cu cefalee moderată.